# Spillertrupper under EM i fodbold 2012
Følgende er en liste over de spillertrupper, som de 16 deltagende lande mødte op med til EM i fodbold 2012, der blev afholdt fra 8. juni til 1. juli 2012.